# Glock 21
Glock 21 — самозарядный пистолет фирмы Glock, представляющий собой выпускаемый с 1991 года вариант пистолета Glock 17 под патрон 45 Auto. По сравнению с Glock 17, Glock 21 тяжелее на 210 гр (835 гр против 625) и длиннее на 5 мм (209 мм против 204), ствол длиннее на 3 мм (117 мм против 114), ёмкость магазина меньше на 4 патрона (13 против 17). Другие модели Glock под патрон .45 ACP, это компактный Glock 30, субкомпактный Glock 36 и целевой Glock 41. Магазин от этого пистолета также может подходить к пистолету-пулемёту TDI Vector.

## Конструкция
Glock 21 имеет конструкцию одинаковую с другими пистолетами фирмы Глок (за исключением пистолетов Glock 25 и Glock 28 использующих другой принцип работы автоматики — принцип свободного затвора). Автоматика пистолета работает по принципу использования отдачи при коротком ходе ствола, отпирание затвора происходит при перекосе ствола в вертикальной плоскости вследствие взаимодействия фигурного паза в приливе казённой части ствола с корпусом пистолета. Запирание производится за счёт вхождения прямоугольной казённой части ствола в окно для выброса гильз. Ударно-спусковой механизм ударниковый, с частичным взведением, и довзведением при каждом выстреле. Имеются три автоматических предохранителя: предохранитель на спусковом крючке блокирует движение крючка назад, освобождая его только при нажатии непосредственно на сам спусковой крючок; один предохранитель ударника делает невозможным выстрел при срыве ударника, второй блокирует ударник до тех пор пока не будет выжат спусковой крючок, ручных предохранителей пистолет не имеет. Рамка пистолета сделана из полимерного материала.

## Варианты
- Glock 21C — оснащен компенсатором, состоящим из двух отверстий на верхней поверхности ствола недалеко от дульного среза и прорези в кожухе-затворе над этими отверстиями. Реактивная сила истекающих из отверстий пороховых газов уменьшает подскок ствола под влиянием отдачи[5].
- Glock 21SF — отличается наличием двухсторонней кнопки магазина, рукояткой уменьшенной ширины и универсальным креплением (Picatinny rail) под стволом для тактических фонариков и лазерных целеуказателей, вместо фирменного. Выпускается с 2007 года[6]. Варианты SF также существует для Glock 20, 29 и 30[7].
- Glock 21 Gen4 — модель 21 четвёртого производственного поколения, содержит следующие отличия:

Рукоять стандартно имеет исполнение RTF, но по сравнению с RTF2 пистолетов третьего поколения, между точками находятся бо́льшие промежутки — 25 точек на см², вместо 64 у RTF, а сами точки крупнее.
Задняя часть рукояти выполнена в виде отдельной сменной детали под названием «задняя пластина» (back strap). Стандартно устанавливается деталь минимального размера SF (short frame). В комплекте с пистолетом идут две дополнительные детали M (medium) и L (large), которые можно установить вместо стандартной. Деталь М увеличивает дистанцию до спускового крючка на 2 мм, L — на 4 мм. Таким образом, они позволяют улучшить эргономику рукояти стрелкам с более длинными пальцами. Для смены детали требуется удалить крепёжный штифт, для чего в комплекте предусмотрен специальный инструмент.
Кнопка защёлки магазина стала крупнее и удобнее. Также появилась возможность переставлять её на правую сторону (удобнее стрелкам левшам). В связи с этим на магазинах пистолетов четвёртого поколения появилось второе окошко под зуб защёлки, с правой стороны. Магазины пистолетов предыдущих поколений можно использовать в пистолетах четвёртого поколения, но только в том случае если кнопка установлена слева.
Вместо одной возвратной пружины, на пистолетах четвёртого поколения стали устанавливать две пружины разного диаметра (на одном направляющем стержне). В этом случае возникающая при отдаче нагрузка распределяется более равномерно, живучесть каждой отдельной пружины повышается, снижается ощущаемая стрелком отдача.
В отличие от предыдущих поколений, четвёртое имеет на затворе соответствующую маркировку — Glock 21 Gen4. В настоящее время Glock 21 выпускается только в вариантах Gen4 и SF.

## На вооружении
- Австрия — армейское подразделение Jagdkommando[англ.][9].
- Бразилия — армейский спецназ BFEsp[порт.][10].
- Греция — подразделение полиции EKAM[англ.][11].
- Чили — ограничено в полиции, 20 единиц приобретено в 2012 году[12].

### В полиции США
По данным сайта World Small Arms Inventory на данное время Glock 21 состоит на вооружении 188 полицейских, шерифских и других правоохранительных управлений, включая 31 специальный отряд, в 37 штатах. Ещё в 11 управлениях и 3 спецотрядах в 12 штатах, Glock 21 использовался ранее.

#### Используется наданный момент

##### Айдахо
- Полицейский департамент Бойсе[13].

##### Айова
- Полицейский департамент Нью-Альбина[14].

##### Аляска
- Полицейский департамент Анкориджа[15].
  - Спецотряд (CIRT) полицейского департамента Анкориджа[16].

##### Аризона
- Полицейский департамент Бисби[17].
- Офис шерифа округа Кочайз[18].
- Офис шерифа округа Марикопа[19].
- Спецотряд (TOU) офиса шерифа округа Марикопа[20].

##### Арканзас
- Полиция штата — по выбору офицеров; другие варианты — Glock 22 и Glock 35 (оба .40 S&W)[21].
- Полицейский департамент Брайанта[22].
  - Спецотряд (ERT) полицейского департамента Брайанта[23].

##### Вайоминг
- Полицейский департамент Лэндера — Glock 21 GEN4[24]

##### Вашингтон
- Офис шерифа округа Джефферсон[25].
- Полицейский департамент Сиэтла — Glock 21SF[26].
- Полицейский департамент Такомы — по выбору офицеров; другие варианты — Glock 22, Glock 23 (оба .40 S&W), Kimber Pro Carry II и Kimber Pro Carry II HP (.45 ACP)[27].

##### Виргиния
- Администрация по контролю за оборотом наркотиков Виргинии[28].
- Полицейский департамент Шарлоттсвилля[29].
- Офис шерифа округа Луиза[30]
- Полицейский департамент Норфолка[31].
  - Спецотряд (SOT) полицейского департамента Норфолка[32].
- Офис шерифа округа Роанок[33]
  - Спецотряд (SWAT) офиса шерифа округа Роанок[34]

##### Висконсин
- Полицейский департамент Форт-Аткинсона[35].
- Полицейский департамент Грин-Бэй[36].

##### Делавэр
- Полицейский департамент Бетани-Бич[37].
- Полицейский департамент Довера[38].
- Полицейский департамент Сифорда[39].

##### Джорджия
- Спецотряд (SRT) полицейского департамента Атланты[40].
- Полицейский департамент Сэнди-Спрингс — Glock 21SF[41].
- Полицейский департамент Саванны[42].
  - Спецотряд (ERT) полицейского департамента Саванны[43].
- Офис шерифа округа Уокер[44].

##### Западная Виргиния
- Подразделение по природным ресурсам Западной Виргинии[45].

##### Иллинойс
- Полицейский департамент округа Кук[46].
- Полицейский департамент шерифа округа Кук[47].
- Полицейский департамент Декатур-Виллэдж[48].
- Офис шерифа округа Дю-Пэйдж[49].
  - Спецотряд (FIAT SWAT) офиса шерифа округа Дю-Пэйдж[50].
- Департамент шерифа округа Уолнат[51].

##### Индиана
- Полицейский департамент Браунсвилля[52].
- Полицейский департамент Эвансвилля[53].
- Полицейский департамент Лоуэлла[54].
- Полицейский департамент Милфорда[55].

##### Калифорния
- Полицейский департамент Гарден-Гроува — по выбору офицеров; второй вариант — Glock 22 (.40 S&W)[56].
- Полицейский департамент Лос-Анджелеса — входит в список разрешённых к приобретению за свой счет (англ. Authorises)[57].
  - Кинологическая служба (LAPD K9)[58].
  - Отдел специальных расследований (LAPD SIS) — с 2001 года[59].
- Полицейский департамент Парадайза[60].
- Полицейский департамент Пасадены[61].
- Полицейский департамент Рипона — по выбору офицеров; второй вариант — Glock 22 (.40 S&W)[62].
  - Спецотряд (SWAT) полицейского департамента Рипона — по выбору офицеров; второй вариант — Glock 22 (.40 S&W)[63].
- Офис шерифа округа Сан-Бернардино — по выбору офицеров; второй вариант — Glock 17[64].
  - Спецотряд (SWAT) офиса шерифа округа Сан-Бернардино — по выбору офицеров; второй вариант — Glock 17[65].
- Полицейский департамент Торренса[66].
  - Спецотряд (SWAT) полицейского департамента Торренса[67].

##### Канзас
- Служба дорожного патруля Канзаса — с 1998 по 2009 год, после 2009 — Glock 21SF[68]
- Офис шерифа округа Майами[69]

##### Колорадо
- Департамент шерифа округа Арапахо — по выбору офицеров; второй вариант — Glock 17[70].
- Департамент шерифа округа Джефферсон — по выбору офицеров; второй вариант — Glock 17[71].
  - Спецотряд (SWAT) департамента шерифа округа Джефферсон — по выбору офицеров; второй вариант — Glock 17[72].

##### Коннектикут
- Полицейский департамент Уиллимантика[73].

##### Луизиана
- Департамент шерифа пэйриша Рэпид[74].
- Офис шерифа пэйриша Сент-Мартин[75].
- Департамент шерифа пэйриша Терребон[76].

##### Массачусетс
- Полицейский департамент Биллерики[77].
- Полицейский департамент Гроувленда — Glock 21SF[78].
- Полицейский департамент Холиоука[79].

##### Миннесота
- Полицейский департамент Кивэйтина[80].

##### Миссури
- Полицейский департамент Фестуса[81].
  - Спецотряд (SRT) полицейского департамента Фестуса[82].
- Полицейский департамент Галфпорта[83].
- Спецотряд (STAR) полицейского департамента Лонг-Бич — по выбору офицеров; второй вариант — Хеклер-Кох USP[84].
- Полицейский департамент Норманди[85].

##### Миссисипи
- Полицейский департамент Галфпорта[86]
- Спецотряд (SWAT) полицейского департамента Галфпорта[87].

##### Мичиган
- Полицейский департамент Флэт-Рока[88].
- Полицейский департамент Ладингтона[89].
- Полицейский департамент Ривер-Грайта[90].
- Полицейский департамент Порт-Гурона[91].
- Полицейский департамент Нью-Ривера[92].
  - Спецотряд (MUNIK) полицейского департамента Нью-Ривера.[93].
  - Спецотряд (SRT) полицейского департамента Нью-Ривера[94].
  - Детективное бюро (RHD) полицейского департамента Нью-Ривера[95].
- Департамент шерифа округа Уэйн[96].
  - Спецотряд (SEB) департамента шерифа округа Уэйн[97].

##### Мэриленд
- Спецотряд (SWAT) офиса шерифа округа Монтгомери[98].

##### Небраска
- Полиция штата — Glock 21 с 1994 по 2009 по выбору патрульных (другие варианты — Glock 22 и Glock 23 (оба .40 S&W)), Glock 21SF с 2009[99].
- Полицейский департамент Омахи — по выбору офицеров; другой вариант — Glock 22 (.40 S&W)[100].
- Полицейский департамент Рэлстона — по выбору офицеров; другой вариант — Glock 22 (.40 S&W)[101].
- Полицейский департамент Сью-Сити — по выбору офицеров; другой вариант — Glock 22 (.40 S&W)[102].

##### Нью-Джерси
- Полицейский департамент Гарвуда[103].
- Полицейский департамент Нью-Провиденса[104].
- Полицейский департамент Стаффорда — по выбору офицеров; второй вариант — Glock 22 (.40 S&W)[26][105].
- Департамент шерифа округа Юнион[106].
- Полицейский департамент Ватчунга[107].
- Полицейский департамент Вест-Милфорда — Glock 21 GEN4[108].
- Полицейский департамент Беркли-Хейтса[109].

##### Нью-Йорк
- Полицейский департамент Ливерпуля[110].
- Полицейский департамент Ллойда[111].
- Департамент шерифа округа Ниагара[112].
- Спецотряд (ERT) полицейского департамента Ниагара-Фоллс[113].
- Департамент шерифа округа Онондага[114].
  - Спецотряд (SWAT) департамента шерифа округа Онондага[115].
- Полицейский департамент Рочестера[116].
- Полицейский департамент Сенека-Фоллс[117].
- Полицейский департамент Солвэй[118].

##### Оклахома
- Полицейский департамент Бетани[119].
- Полицейский департамент Клинтона[120].
- Офс шерифа округа Кастер[121].
- Полицейский департамент Эдмонда[122].
  - Спецотряд (SWAT) полицейского департамента Эдмонда[123].
- Офс шерифа округа Хэрмон[124].
- Полицейский департамент Холлиса[125].
- Полицейский департамент Лоутона[126].
- Полицейский департамент Мак-Алистера[127].
- Полицейский департамент Оклахомы — по выбору офицеров; второй вариант — Glock 17[128].

##### Орегон
- Департамент шерифа округа Вашингтон — по выбору офицеров; другие варианты — Glock 17 или 19[129].
- Полицейское бюро Портленда — с 1992 по 2004 год, заменён на Glock 17[130].

##### Пенсильвания
- Полиция штата — в 2013—2014 годах, заменён на SIG-Sauer P227R[131].
- Полицейский департамент Камберлэнда[132].
- Полицейский департамент Хэтфилда[133].
- Полицейский департамент Филаделфии — Glock 21SF[134].
- Полицейский департамент Уоррингтона[135].
  - Спецотряд (SERT) полицейского департамента Уоррингтона[136].

##### Род-Айленд
- Полицейский департамент Баррингтона[137].
- Полицейский департамент Ист-Провиденса[138].
- Полицейский департамент Вунсокета[139].

##### Северная Каролина
- Столичная полиция Северной Каролины[140].
- Офис шерифа округа Блэйден — заменён на SIG-Sauer P220-1[141].
- Офис шерифа округа Крэйвен[142].
- Офис шерифа округа Камберлэнд[143].
- Спецотряд (SWAT) полицейского департамента Файетвилля[144].
- Офис шерифа округа Форсайт[145].
- Офис шерифа округа Джонстон[146].
- Полицейский департамент Китти-Хоука[147].
- Полицейский департамент Ламбертона[148].
- Полицейский департамент Монро[149].
- Полицейский департамент Уэйк-Фореста[150].

##### Теннесси
- Полицейский департамент Бин-Стэйшен[151].
- Полицейский департамент Белл-Мид[152].
- Полицейский департамент Кливленда[153].
- Спецотряд (SWAT) полицейского департамента Коллервиля[154].
- Офис шерифа округа Камберлэнд[155].
- Полицейский департамент Джефферсон-Сити[156].
- Полицейский департамент Джонсборо[157].
- Полицейский департамент Кингспорта[158].
  - Спецотряд (SWAT) полицейского департамента Кингспорта[159].
- Полицейский департамент Лавернье[160].
- Полицейский департамент Льюисбурга[161].
- Офис шерифа округа Мори[162].
- Полицейский департамент Риджтопа[163].

##### Техас
- Полицейский департамент Корсиканы — Glock 21C[164].
- Полицейский департамент Лафкина[165].
- Полицейский департамент Виктории — Glock 21SF, по выбору офицеров; второй вариант — Glock 32 (.357 SIG)[166].

##### Флорида

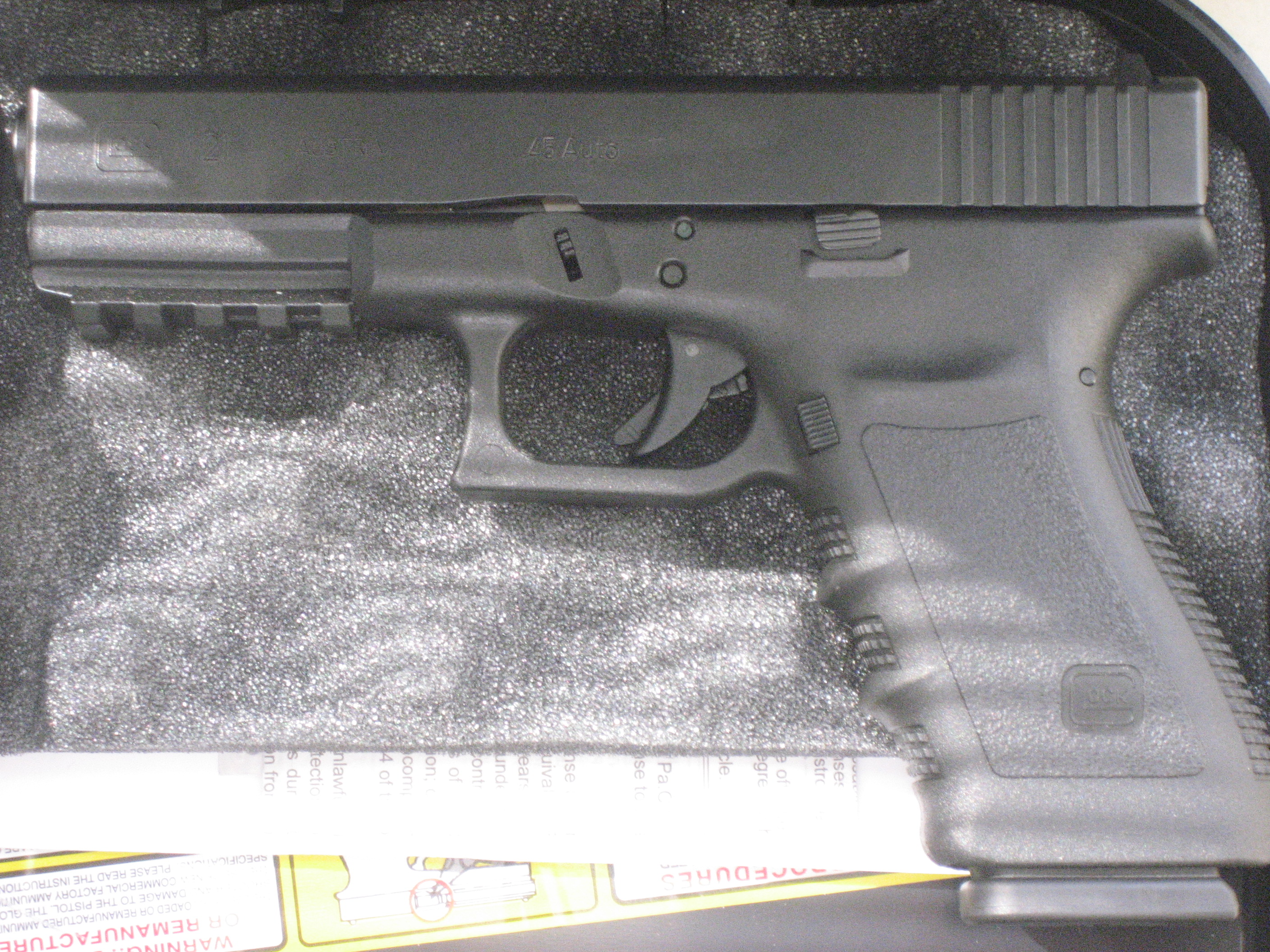
Glock 21SF

- Департамент природных ресурсов Флориды — Glock 21SF[167]
- Офис шерифа округа Клэй[168].
- Спецотряд (SWAT) полицейского департамента Апопки[169]
- Офис шерифа округа Клэй[170].
  - Спецотряд (SWAT) офиса шерифа округа Клэй[171].
- Полицейский департамент Форт-Пирса[172].
- Спецотряд (TRT) офиса шерифа округа Хилсборо[173].
- Офис шерифа округа Индиан-Ривер[174].
- Полицейский департамент Джексонвиль-Бич[175].
- Офис шерифа округа Леон — Glock 21SF[176].
- Полицейский департамент Северного Майами-Бич — Glock 21SF[177].
- Офис шерифа округа Оранж[178].
  - Спецотряд (SWAT) офиса шерифа округа Оранж[179].
- Офис шерифа округа Оцеола[180].
  - Спецотряд (SWAT) офиса шерифа округа Оцеола[181].
- Полицейский департамент Пемброук-Пайнс[182].
- Офис шерифа округа Пинеллас[183].
- Полицейский департамент Порт-Сен-Луиса[184].
  - Спецотряд (SWAT) полицейского департамента Порт-Сен-Луиса[185].
- Полицейский департамент Сен-Клода[186].
- Офис шерифа округа Сент-Джонс — Glock 21SF, по выбору офицеров; второй вариант — Glock 17[187].
- Офис шерифа округа Сен-Люси[188].
- Полицейский департамент Сен-Питерсбурга[189].
- Полицейский департамент Винтер-Хейвена[190].

##### Южная Каролина
- Спецотряд (SWAT) департамента шерифа округа Андерсон — по выбору офицеров; второй вариант — Glock 22 (.40 S&W)[191].
- Полицейский департамент Чарльстона[192].
  - Спецотряд (SWAT) полицейского департамента Чарльстона[193].
- Полицейский департамент Норт-Чарльстона[194].

#### Состоял на вооружении ранее

##### Айдахо
- Полиция штата — заменены на Glock 22 и 23 (оба .40 S&W)[195].

##### Айова
- Департамент шерифа округа Полк — заменён на Glock 22 (.40 S&W)[196].

##### Иллинойс
- Полицейский департамент Скоки — заменён на Glock 17[197].

##### Калифорния
- Спецотряд (SWAT) офиса шерифа округа Оранж — заменён на Kimber Custom TLE/RL II[198].

##### Коннектикут
- Полицейский департамент Стэмфорда — до 2009 года, заменён на Смит-Вессон M&P45[199].

##### Луизиана
- Департамент дикой природы и рыболовли Луизианы[200].

##### Огайо
- Спецотряд (SWAT)полицейского департамента Коламбуса — до 2007, заменён на Хеклер-Кох USP Tactical[201].

##### Оклахома
- Оклахомское бюро расследований — по выбору агентов, до 2009 года (второй вариант — Glock 19), заменён на Springfield XD-40[202].

##### Орегон
- Полицейское бюро Портленда — с 1992 по 2004 год, заменён на Glock 17[130].

##### Пенсильвания
- Полиция штата — в 2013—2014 годах, заменён на SIG-Sauer P227R[131].
  - Спецотряд (SERT) полиции штата — в 2007—2014 годах по выбору офицеров (второй вариант — Glock 22 (.40 S&W)), заменён на SIG-Sauer P227[203].

##### Северная Каролина
- Офис шерифа округа Блэйден — заменён на SIG-Sauer P220-1[141].

##### Техас
- Полицейский департамент Плано — заменён на Glock 22 (.40 S&W)[204].